# Syndrome de Kessler
Pour les articles homonymes, voir Kessler.

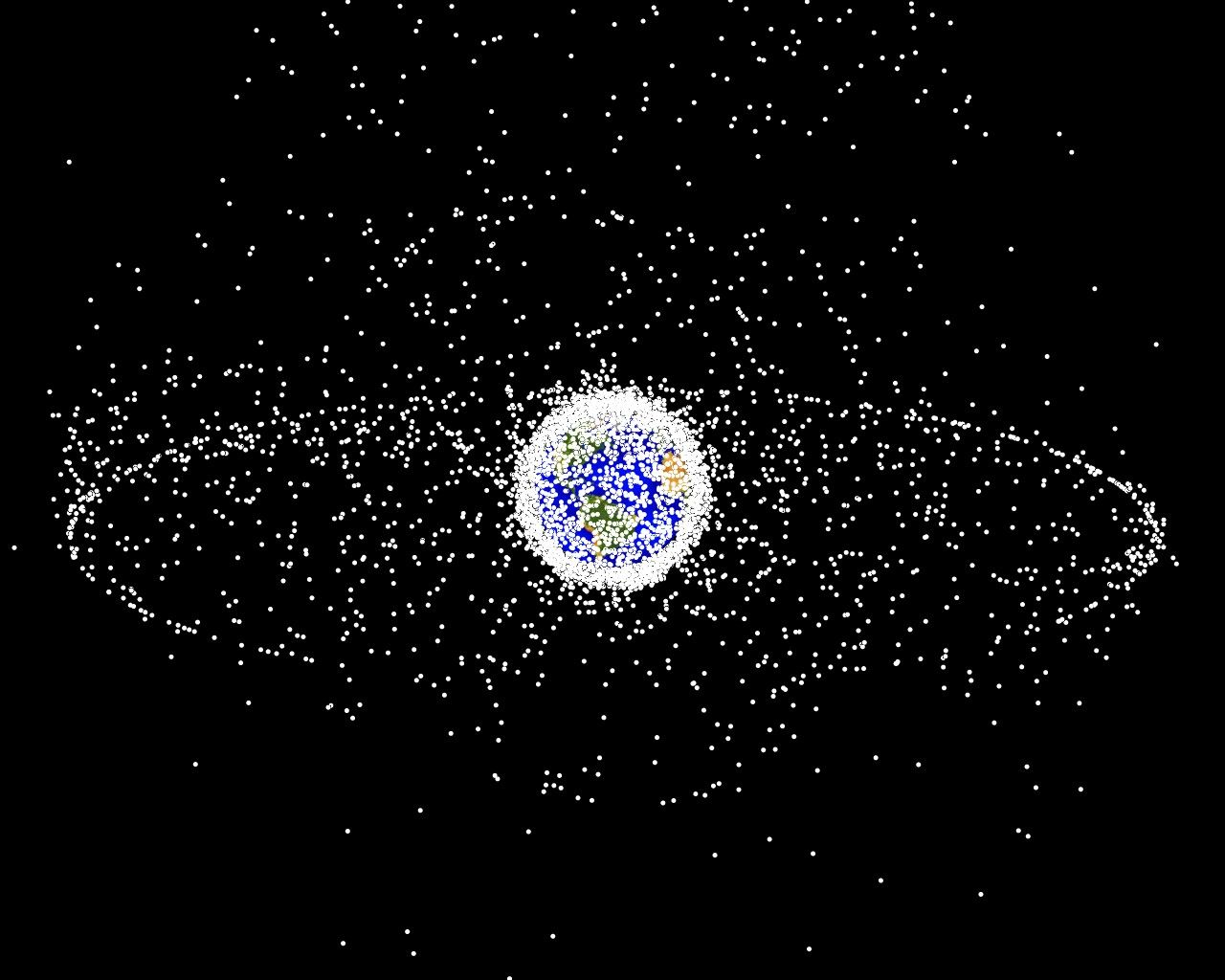
Populations de débris spatiaux vues de l'extérieur de l'orbite géosynchrone (GSO). Il y a deux champs de débris primaires : l'anneau d'objets en GSO et le nuage d'objets en orbite terrestre basse (OTB).

Le syndrome de Kessler est un scénario envisagé en 1978 par le consultant de la National Aeronautics and Space Administration (NASA) Donald J. Kessler, dans lequel le volume des débris spatiaux en orbite basse dû à la pollution spatiale atteint un seuil au-dessus duquel les objets en orbite sont fréquemment heurtés par des débris, et se brisent en plusieurs morceaux, augmentant du même coup et de façon exponentielle le nombre des débris et la probabilité des impacts. Au-delà d'un certain seuil, un tel scénario rendrait quasi impossible l'exploration spatiale et même l'utilisation des satellites artificiels pour plusieurs générations.

## Génération et destruction de débris
Le syndrome de Kessler est un exemple de réaction en chaîne. Les vitesses relatives des objets en orbite peuvent dépasser 10 km/s. Tout impact à de telles vitesses entre deux objets de taille appréciable (quelques centimètres ou décimètres) crée un nuage de débris à trajectoires aléatoires, dispersant l'énergie cinétique de la collision, qui sont autant de projectiles susceptibles de provoquer d'autres collisions. Lors d'une collision majeure mettant en cause un gros satellite comme la station spatiale internationale (ISS), la quantité de débris pourrait rendre les orbites basses totalement impraticables.
Cependant, plus on est à basse altitude (où la densité de ces débris devrait être la plus forte), plus l'atmosphère résiduelle freine les débris et provoque leur entrée dans l'atmosphère. La densité des débris à basse orbite est donc plus faible que prévu. Les orbites les plus denses sont ainsi comprises entre 800 et 1 200 km.
L'United States Strategic Command (STRATCOM) tient à jour un catalogue répertoriant environ 15 000 objets (de plus de 10 cm en orbite basse et de plus de 1 m en orbite géostationnaire).

## Dans la fiction

### Film
Le syndrome de Kessler est à la base de l'intrigue du film américano-britannique Gravity d'Alfonso Cuarón, sorti en 2013.

### Littérature
Le syndrome de Kessler est évoqué dans le manga Planetes de Makoto Yukimura, terminé en février 2004, ainsi que dans sa version animée sortie peu après.